# Carlos PenaVega
Carlos Roberto PenaVega Jr. (Weston, Flórida, 15 de agosto de 1989) é um ator e cantor estadunidense, conhecido por sua atuação na série Big Time Rush da Nickelodeon onde interpreta o personagem Carlos Garcia. Atualmente está casado com a atriz norte-americana Alexa Vega. Casou-se no dia 4 de Janeiro de 2014 no México.

## Biografia
Pena nasceu em Columbia, Missouri. Foi criado em Weston, Flórida. Frequentou a Sagemont School. Seu primeiro papel importante foi um tiro de hóspedes com quinze anos de ER, seguido mais tarde naquele mesmo ano foi ator convidado em Judging Amy, Summerland, e de Ned School Survival Guide.
Ele apareceu em produções locais de Grease e O Homem de La Mancha. Também tinha um Wordwide papel no American Heritage School, onde participou antes de partir para Los Angeles para prosseguir uma carreira de ator, na produção musical Titanic. Durante sua corrida em Titanic, ele se apaixonou por cantar e dançar. Enquanto ainda estava no colegial, Pena apareceu em comerciais de televisão para o Soaker Super marca recreativas pistola de água, e sua imagem apareceu no mesmo brinquedo da embalagem.
Pena foi estudar teatro musical no Conservatório de Boston, quando o gerente pediu-lhe a audição para Big Time Rush. Embora ele estava relutante em fazer isso, ele apresentou uma fita de audição e ganhou o papel de um mês depois. Pena mudou para Hollywood em agosto de 2009.
Carlos antes de entrar no Big Time Rush, também participou de uma banda chamada With Bitches, mais logo saiu após ter uma briga com seu parceiro de banda. Carlos sempre foi muito nervoso em assunto de banda e acabou se irritando e gerando uma briga.

## Big Time Rush
Carlos atuou na série Big Time Rush ao lado de Kendall Schmidt (Kendall Knight), Logan Henderson (Logan Mitchell) e James Maslow (James Diamond). Ele interpreta Carlos Garcia, um garoto divertido, entusiasmado e inocente. Carlos, sempre anda com seu capacete de hóquei na cabeça. Todos eles são muito amigos, tanto na série como na vida real.
Carlos também fez parte da banda com o mesmo título da série.

## Filmografia
| Ano                                      | Título                                 | Papel           |
| ---------------------------------------- | -------------------------------------- | --------------- |
| 2004                                     | E.R                                    | Arlo Escobar    |
| 2004–2005                                | Manual de Sobrevivência Escolar do Ned | King Bee        |
| 2005                                     | Judging Amy                            | Diego Valdesera |
| 2005                                     | Summerland                             | Estudante       |
| 2009–2013                                | Big Time Rush                          | Carlos Garcia   |
| 2010                                     | Big Time Beach Party                   | Carlos Garcia   |
| 2012                                     | Big Time Movie                         | Carlos Garcia   |
| 2011 (sundance film festival) 2012 (USA) | Little Birds                           | Louis           |
| 2015                                     | Spare Parts                            | Óscar Vásquez   |
| 2015                                     | The Thundermans                        | Tech Rider      |
| 2016                                     | Grease: Live!                          | Kenickie        |
| 2018                                     | Life Sentence                          | Darrius         |